# Feuillée (månekrater)
Feuillée er et lille nedslagskrater på Månen. Det befinder sig på Månens forside i den østlige del af Mare Imbrium og er opkaldt efter den franske videnskabsmand Louis Feuillée (1660 – 1732).
Navnet blev officielt tildelt af den Internationale Astronomiske Union (IAU) i 1935. 

## Omgivelser
Feuilléekrateret ligger mindre end en halv kraterdiameter nordvest for Beerkrateret, og de to kratere danner et næsten matchende par. Mod vest ligger det lille, men fremtrædende Timochariskrater.

## Karakteristika
Som Beerkrateret er Feuillée et cirkulært og skålformet krater med en lille kraterbund i midten af de skrånende indre kratervægge. Kraterranden er skarp og ikke slidt eller eroderet af betydning, og krateret mangler i almindelighed særlige landskabstræk. Dog ligger det over en dorsum i overfladen af maret, hvilket bedst kan observeres under belysning i lille vinkel, når krateret ligger nær terminatoren.

## Måneatlas
- Billeder af Feuilleekrateret i LPI-måneatlasset